# AS Gubbio 1910
AS Gubbio 1910 (wł. Associazione Sportiva Gubbio 1910) – włoski klub piłkarski, mający siedzibę w mieście Gubbio, w środkowej części kraju, grający od sezonu 2016/17 w rozgrywkach Serie C.

## Historia
Chronologia nazw:
- 1910: Circolo Silvio Pellico
- 1913: Società per Esercizi Sportivi di Gubbio
- 1921: Vis Gubbio
- 1929: Società Sportiva Gubbio
- 1935: Federazione Giuoco Calcio Gubbio
- 1945: Unione Sportiva Gubbio
- 1949: klub rozwiązano
- 1949: Associazione Sportiva Gubbio 1910
- 1987: Gubbio Calcio
- 1996: Associazione Sportiva Gubbio 1910

Klub sportowy Circolo Silvio Pellico został założony w miejscowości Gubbio w 1910 roku przez księdza Don Bosone Rossi, który założył w 1908 roku stowarzyszenie młodzieżowe SPES (Società per Esercizi Sportivi di Gubbio). 25 marca 1913 roku powstała sekcja piłkarska SPES. Początkowo zespół rozgrywał jedynie mecze towarzyskie.
Po zakończeniu I wojny światowej w 1921 roku klub wznowił działalność o nazwie Vis Gubbio, jednak dalej występował tylko w turniejach towarzyskich. W sezonie 1928/29 zespół uczestniczył w Campionato Giovanile Umbro organizowanych przez ULIC. W 1929 klub z nazwą SS Gubbio dołączył do FIGC i w sezonie 1929/30 debiutował w rozgrywkach Terza Divisione Umbria (D5). W 1931 awansował do Seconda Divisione Umbria, ale po dwóch sezonach spadł z powrotem. W 1935 klub zdobył awans i zmienił nazwę na FGC Gubbio. W 1935 roku po wprowadzeniu Serie C Prima Divisione została czwartym poziomem ligowym. W sezonie 1935/36 zwyciężył w Prima Divisione Umbria, ale został zdegradowany do Seconda Divisione Umbria z powodu członkostwa. W 1937 klub wrócił do Prima Divisione Umbria, a w 1938 otrzymał promocję do Serie C. W sezonie 1940/41 klub dobrowolnie wycofał się z Serie C z powodów wojennych, i startował w regionalnej Prima Divisione Umbria, ale potem zrezygnował z występów podczas trwania mistrzostw i zawiesił swoją działalność.
Po zakończeniu II wojny światowej, klub wznowił działalność w 1945 roku i z nazwą US Gubbio został zakwalifikowany do Serie C. W 1947 roku awansował do Serie B. W 1948 roku w wyniku reorganizacji systemu lig został zdegradowany do Serie C. Po zakończeniu sezonu 1948/49, w którym zajął 21.miejsce w grupie C Serie C, z powodu problemów finansowych ogłosił bankructwo i został rozwiązany.
W 1949 roku klub został reaktywowany z nazwą AS Gubbio 1910 i startował w rozgrywkach Prima Divisione Umbria (D5). W 1952 po kolejnej reorganizacji systemu lig piąty poziom stał nazywać się Promozione, a w 1957 został przemianowany na Campionato Dilettanti Umbria. W 1958 klub zdobył promocję do Campionato Interregionale (rozgrywki odbywały się w II grupach - Prima i Seconda Categoria), które w 1959 otrzymało nazwę Serie D. W 1961 po przegranych barażach zespół spadł z Serie D do Prima Categoria Umbria (D5). W 1965 awansował na rok do Serie D. W 1969 ponownie zdobył awans do Serie D. W 1975 roku został zdegradowany do Promozione Umbria. W 1978 wrócił do Serie D. Przed rozpoczęciem sezonu 1978/79 Serie C została podzielona na dwie dywizje: Serie C1 i Serie C2, wskutek czego Serie D została obniżona do piątego poziomu. W 1979 znów spadł do Promozione Umbria. W 1981 klub zdobył promocję do Campionato Interregionale (D5), a w 1987 do Serie C2, po czym zmienił nazwę na Gubbio Calcio. W 1992 zespół spadł do Campionato Nazionale Dilettanti, a w 1996 roku został zdegradowany na rok do Eccellenza Umbria (D6). W 1996 klub zmienił nazwę na AS Gubbio 1910. W 1998 otrzymał promocję do Serie C2, która w 2008 zmieniła nazwę na Lega Pro Seconda Divisione. W 2010 klub awansował do Lega Pro Prima Divisione, a w 2011 do Serie B, ale po roku spadł z powrotem. Przed rozpoczęciem sezonu 2014/15 wprowadzono reformę systemy lig, wskutek czego trzeci poziom przyjął nazwę Lega Pro. W 2015 roku zespół został zdegradowany do Serie D. W sezonie 2015/16 zwyciężył w grupie E Serie D i wrócił do trzeciej ligi, która w 2017 została przemianowana na Serie C.

## Barwy klubowe, strój
|  |  |

Klub ma barwy czerwono-niebieskie. Zawodnicy domowe spotkania zazwyczaj grają w koszulkach o kolorze z jednej strony czerwonym, a z drugiej niebieskim, niebieskich spodenkach oraz niebieskich getrach.

## Sukcesy

### Trofea międzynarodowe
Nie uczestniczył w rozgrywkach europejskich (stan na 31-05-2020).

### Trofea krajowe
| \| \| Zdobyte trofea w rozgrywkach Włoch (stan na: 31-08-2020) \| |                                                          |      |             |
| Rozgrywki                                                         | Osiągnięcie                                              | Razy | Sezon(y)    |
| · Mistrzostwo                                                     | I miejsce                                                | 0    |             |
| · Mistrzostwo                                                     | II miejsce                                               |      |             |
| · Mistrzostwo                                                     | III miejsce                                              | 0    |             |
| · Puchar                                                          | zdobywca                                                 | 0    |             |
| · Puchar                                                          | finalista                                                | 0    |             |
| · Puchar                                                          | 1/16 finału                                              | 1    | 2011/12     |
| II liga                                                           | I miejsce                                                | 0    |             |
| II liga                                                           | II miejsce                                               | 0    |             |
| II liga                                                           | III miejsce                                              | 0    |             |
| II liga                                                           | 17.miejsce                                               | 1    | 1947/48 (C) |
| Włochy                                                            | Zdobyte trofea w rozgrywkach Włoch (stan na: 31-08-2020) |      |             |

- Serie C/Lega Pro Prima Divisione (D3):
  - mistrz (2x): 1946/47 (Centro), 2010/11 (A)
  - 3.miejsce (1x): 2009/10 (B)

## Piłkarze, trenerzy, prezydenci i właściciele klubu

### Prezydenci
...
- 1913–19??:  Igino Turchetti,  Domenico Nicchi

...
- od 2014:  Sauro Notari

## Struktura klubu

### Stadion
Klub piłkarski rozgrywa swoje mecze domowe na Stadio Pietro Barbetti w mieście Gubbio o pojemności 4 939 widzów.

### Derby
- SS Arezzo
- Calcio Città di Castello
- Foligno Calcio
- Gualdo Calcio
- Ternana Calcio